# Конденсация Доджсона
В математике, конденсация Доджсона — это метод вычисления определителей. Метод назван в честь его создателя Чарльза Доджсона (более известного как Льюис Кэрролл). Метод заключается в понижении порядка определителя специальным образом до порядка 1, единственный элемент которого и является искомым определителем.

## Общий метод
Алгоритм может быть описан с помощью следующих четырёх этапов:
1. Пусть {\displaystyle A} — заданная квадратная матрица размера {\displaystyle n\times n}. Запишем матрицу {\displaystyle A} таким образом, чтобы она содержала только ненулевые элементы во внутренней части, то есть {\displaystyle a_{ij}\neq 0}, если {\displaystyle i,j\neq 1,n}. Это может быть сделано, например, с помощью операции добавления к строке матрицы некоторой другой строки, умноженной на некоторое число.
2. Запишем матрицу {\displaystyle B} размера {\displaystyle (n-1)\times (n-1)}, состоящую из миноров порядка 2 матрицы {\displaystyle A}. В явном виде:
{\displaystyle b_{i,j}={\begin{vmatrix}a_{i,j}&a_{i,j+1}\\a_{i+1,j}&a_{i+1,j+1}\end{vmatrix}},\quad i,j=1\ldots n-1.}
3. Применяя этап № 2 к матрице {\displaystyle B}, запишем матрицу {\displaystyle C} размера {\displaystyle (n-2)\times (n-2)}, разделив соответствующие элементы полученной матрицы на внутренние элементы матрицы {\displaystyle A}:
{\displaystyle c_{i,j}={\dfrac {\begin{vmatrix}b_{i,j}&b_{i,j+1}\\b_{i+1,j}&b_{i+1,j+1}\end{vmatrix}}{a_{i+1,j+1}}},\quad i,j=1\ldots n-2.}
4. Пусть {\displaystyle A=B} и {\displaystyle B=C}. Повторяем этап № 3 до тех пор, пока не получим матрицу порядка 1. Её единственный элемент и будет искомым определителем.

## Примеры

### Без нулей
Пусть необходимо вычислить определитель
{\displaystyle {\begin{vmatrix}-2&-1&-1&-4\\-1&-2&-1&-6\\-1&-1&2&4\\2&1&-3&-8\end{vmatrix}}.}
Составим матрицу {\displaystyle B} из миноров порядка 2:
{\displaystyle B={\begin{bmatrix}{\begin{vmatrix}-2&-1\\-1&-2\end{vmatrix}}&{\begin{vmatrix}-1&-1\\-2&-1\end{vmatrix}}&{\begin{vmatrix}-1&-4\\-1&-6\end{vmatrix}}\\[0.5ex]{\begin{vmatrix}-1&-2\\-1&-1\end{vmatrix}}&{\begin{vmatrix}-2&-1\\-1&2\end{vmatrix}}&{\begin{vmatrix}-1&-6\\2&4\end{vmatrix}}\\[0.5ex]{\begin{vmatrix}-1&-1\\2&1\end{vmatrix}}&{\begin{vmatrix}-1&2\\1&-3\end{vmatrix}}&{\begin{vmatrix}2&4\\-3&-8\end{vmatrix}}\end{bmatrix}}={\begin{bmatrix}3&-1&2\\-1&-5&8\\1&1&-4\end{bmatrix}}.}
Составим матрицу {\displaystyle C}:
{\displaystyle {\begin{bmatrix}{\begin{vmatrix}3&-1\\-1&-5\end{vmatrix}}&{\begin{vmatrix}-1&2\\-5&8\end{vmatrix}}\\[0.5ex]{\begin{vmatrix}-1&-5\\1&1\end{vmatrix}}&{\begin{vmatrix}-5&8\\1&-4\end{vmatrix}}\end{bmatrix}}={\begin{bmatrix}-16&2\\4&12\end{bmatrix}}.}
{\displaystyle C={\begin{bmatrix}8&-2\\-4&6\end{bmatrix}}.}
Элементы матрицы {\displaystyle C} мы получили, разделив элементы полученной матрицы
{\displaystyle {\begin{bmatrix}-16&2\\4&12\end{bmatrix}}}
на внутренние элементы матрицы {\displaystyle A}
{\displaystyle {\begin{bmatrix}-2&-1\\-1&2\end{bmatrix}}.}
Повторяем этот процесс, пока не получим матрицу порядка 1:
{\displaystyle {\begin{bmatrix}{\begin{vmatrix}8&-2\\-4&6\end{vmatrix}}\end{bmatrix}}={\begin{bmatrix}40\end{bmatrix}}.}
Делим на внутреннюю часть матрицы размера {\displaystyle 3\times 3}, то есть на {\displaystyle -5}, получаем {\displaystyle {\begin{bmatrix}-8\end{bmatrix}}}.
{\displaystyle -8} и есть искомый определитель исходной матрицы.

### С нулями
Запишем необходимые матрицы:
{\displaystyle {\begin{bmatrix}2&-1&2&1&-3\\1&2&1&-1&2\\1&-1&-2&-1&-1\\2&1&-1&-2&-1\\1&-2&-1&-1&2\end{bmatrix}}\to {\begin{bmatrix}5&-5&-3&-1\\-3&-3&-3&3\\3&3&3&-1\\-5&-3&-1&-5\end{bmatrix}}\to {\begin{bmatrix}-30&6&-12\\0&0&6\\6&-6&8\end{bmatrix}}.}
Возникает проблема. Если мы продолжим этот процесс, то возникнет необходимость деления на 0. Однако мы можем переставить строки исходной матрицы и повторить процесс:
{\displaystyle {\begin{bmatrix}1&2&1&-1&2\\1&-1&-2&-1&-1\\2&1&-1&-2&-1\\1&-2&-1&-1&2\\2&-1&2&1&-3\end{bmatrix}}\to {\begin{bmatrix}-3&-3&-3&3\\3&3&3&-1\\-5&-3&-1&-5\\3&-5&1&1\end{bmatrix}}\to {\begin{bmatrix}0&0&6\\6&-6&8\\-17&8&-4\end{bmatrix}}\to {\begin{bmatrix}0&12\\18&40\end{bmatrix}}\to {\begin{bmatrix}36\end{bmatrix}}.}
Таким образом, определитель исходной матрицы 36.

## Тождество Доджсона и корректность конденсации Доджсона

### Тождество Доджсона
Доказательство метода конденсации Доджсона основано на тождестве, известном, как тождество Доджсона (тождество Якоби).
Пусть {\displaystyle A=(m_{i,j})_{i,j=1}^{k}} — квадратная матрица, и для всех {\displaystyle 1\leqslant i,j\leqslant k} обозначим {\displaystyle M_{i}^{j}} минор матрицы {\displaystyle A}, который получается вычёркиванием {\displaystyle i}-й строки и {\displaystyle j}-го столбца. Аналогично для {\displaystyle 1\leqslant i,j,p,q\leqslant k} обозначим {\displaystyle M_{i,j}^{p,q}} минор, который получается из матрицы {\displaystyle A} вычёркиванием {\displaystyle i}-й и {\displaystyle j}-й строк и {\displaystyle p}-го и {\displaystyle q}-го столбцов. Тогда
{\displaystyle \det(A)\cdot M_{1,k}^{1,k}=M_{1}^{1}\cdot M_{k}^{k}-M_{1}^{k}\cdot M_{k}^{1}.}